# Martin Djetou
Martin Djetou (Abidjan, 15 dicembre 1974) è un ex calciatore ivoriano naturalizzato francese, di ruolo difensore.

## Carriera

### Club
Esordì molto giovane nella massima divisione francese con la maglia dello Strasburgo (1992) per poi passare al Monaco (1996), squadra nella quale si rivelò uno dei difensori più promettenti in Europa.
Arrivò in Italia nel luglio del 2001 all'età di 26 anni. Fu acquistato dal Parma per sostituire il connazionale Lilian Thuram passato alla Juventus. La cifra record pagata al Monaco fu equivalente a 9,75 milioni di euro. Col Parma firmò un contratto di 5 anni, e l'accordo prevedeva un compenso annuo netto di 2 milioni di dollari. Nel Parma indossò la maglia con il nomignolo "Djet" e il numero 74 che indicava il suo anno di nascita.
Segnò il primo gol in Serie A il 13 gennaio 2002 in Parma-Lecce (1-1). Nella stagione 2001-2002 il Parma si piazzò al decimo posto in classifica dopo una stagione tribolata conclusasi con la vittoria della Coppa Italia.
Intentò ricorso contro il Parma nel 2004. Il collegio arbitrale della Lega Calcio condannò la società a pagare 699.360 euro lordi e deliberò nel gennaio 2005 la risoluzione del contratto. Nel 2007 ha inoltrato un'istanza civile contro il Parma chiedendo un risarcimento di 8.951.817,12 euro; il procedimento non ha avuto successo ed il giocatore è stato condannato a pagare 18.500 euro di spese.
Nel gennaio 2007 si è trasferito allo SC Schiltigheim che milita nella CFA francese, nella quarta divisione francese. Si ritira nello stesso anno.

### Nazionale
Con la Nazionale francese ha totalizzato 6 presenze, debuttando a Parigi il 9 ottobre 1996 nell'incontro Francia-Turchia (4-0).
Fu tra i 28 preselezionati per i Mondiali di calcio Francia 1998; in seguito Aimé Jacquet non lo inserì nella rosa dei 22 futuri Campioni del mondo.
In totale ha giocato 6 partite con la selezione transalpina, l'ultima di queste nel 2000, e di nuovo contro la Turchia (e anche in questo caso i francesi hanno vinto per 4-0).

## Statistiche

### Cronologia presenze e reti in nazionale
| Cronologia completa delle presenze e delle reti in nazionale ― Francia | Cronologia completa delle presenze e delle reti in nazionale ― Francia | Cronologia completa delle presenze e delle reti in nazionale ― Francia | Cronologia completa delle presenze e delle reti in nazionale ― Francia | Cronologia completa delle presenze e delle reti in nazionale ― Francia | Cronologia completa delle presenze e delle reti in nazionale ― Francia | Cronologia completa delle presenze e delle reti in nazionale ― Francia | Cronologia completa delle presenze e delle reti in nazionale ― Francia |
| Data                                                                   | Città                                                                  | In casa                                                                | Risultato                                                              | Ospiti                                                                 | Competizione                                                           | Reti                                                                   | Note                                                                   |
| ---------------------------------------------------------------------- | ---------------------------------------------------------------------- | ---------------------------------------------------------------------- | ---------------------------------------------------------------------- | ---------------------------------------------------------------------- | ---------------------------------------------------------------------- | ---------------------------------------------------------------------- | ---------------------------------------------------------------------- |
| 9-10-1996                                                              | Parigi                                                                 | Francia                                                                | 4 – 0                                                                  | Turchia                                                                | Amichevole                                                             | -                                                                      | 77’                                                                    |
| 2-4-1997                                                               | Parigi                                                                 | Francia                                                                | 1 – 0                                                                  | Svezia                                                                 | Amichevole                                                             | -                                                                      | 63’                                                                    |
| 22-4-1998                                                              | Solna                                                                  | Svezia                                                                 | 0 – 0                                                                  | Francia                                                                | Amichevole                                                             | -                                                                      |                                                                        |
| 4-10-2000                                                              | Saint-Denis                                                            | Francia                                                                | 1 – 1                                                                  | Camerun                                                                | Amichevole                                                             | -                                                                      | 75’                                                                    |
| 7-10-2000                                                              | Johannesburg                                                           | Sudafrica                                                              | 0 – 0                                                                  | Francia                                                                | Amichevole                                                             | -                                                                      | 75’                                                                    |
| 15-11-2000                                                             | Istanbul                                                               | Turchia                                                                | 0 – 4                                                                  | Francia                                                                | Amichevole                                                             | -                                                                      | 69’                                                                    |
| Totale                                                                 |                                                                        | Presenze                                                               | 6                                                                      |                                                                        | Reti                                                                   | 0                                                                      |                                                                        |

| Cronologia completa delle presenze e delle reti in nazionale ― Francia olimpica | Cronologia completa delle presenze e delle reti in nazionale ― Francia olimpica | Cronologia completa delle presenze e delle reti in nazionale ― Francia olimpica | Cronologia completa delle presenze e delle reti in nazionale ― Francia olimpica | Cronologia completa delle presenze e delle reti in nazionale ― Francia olimpica | Cronologia completa delle presenze e delle reti in nazionale ― Francia olimpica | Cronologia completa delle presenze e delle reti in nazionale ― Francia olimpica | Cronologia completa delle presenze e delle reti in nazionale ― Francia olimpica |
| Data                                                                            | Città                                                                           | In casa                                                                         | Risultato                                                                       | Ospiti                                                                          | Competizione                                                                    | Reti                                                                            | Note                                                                            |
| ------------------------------------------------------------------------------- | ------------------------------------------------------------------------------- | ------------------------------------------------------------------------------- | ------------------------------------------------------------------------------- | ------------------------------------------------------------------------------- | ------------------------------------------------------------------------------- | ------------------------------------------------------------------------------- | ------------------------------------------------------------------------------- |
| 20-7-1996                                                                       | Miami                                                                           | Francia olimpica                                                                | 2 – 0                                                                           | Australia olimpica                                                              | Olimpiadi 1996 - 1º turno                                                       | -                                                                               |                                                                                 |
| 22-7-1996                                                                       | Orlando                                                                         | Francia olimpica                                                                | 1 – 1                                                                           | Spagna olimpica                                                                 | Olimpiadi 1996 - 1º turno                                                       | -                                                                               | 5’                                                                              |
| 24-7-1996                                                                       | Miami                                                                           | Francia olimpica                                                                | 2 – 1                                                                           | Arabia Saudita olimpica                                                         | Olimpiadi 1996 - 1º turno                                                       | -                                                                               | 85’                                                                             |
| 27-7-1996                                                                       | Miami                                                                           | Portogallo olimpica                                                             | 2 – 1 dts                                                                       | Francia olimpica                                                                | Olimpiadi 1996 - Quarti di finale                                               | -                                                                               |                                                                                 |
| Totale                                                                          |                                                                                 | Presenze                                                                        | 4                                                                               |                                                                                 | Reti                                                                            | 0                                                                               |                                                                                 |

## Palmarès

### Club

#### Competizioni internazionali
- Coppa Intertoto UEFA: 2

Strasburgo: 1995

#### Competizioni nazionali
- Campionato francese: 2

Monaco: 1996-1997, 1999-2000
- Supercoppa francese: 2

Monaco: 1997, 2000
- Coppa Italia: 1

Parma: 2001-2002